# Century Link Tower
CenturyLink Tower (anteriormente Qwest Tower) es un edificio de oficinas ubicado en el centro de Sioux Falls, Dakota del Sur. Tiene 53 m de altura y 11 pisos, y es el edificio más alto del estado de Dakota del Sur. Antes de su demolición, la Zip Feed Tower de 202 pies era el edificio más alto de Sioux Falls, así como de Dakota del Sur.

## Historia
El edificio fue diseñdo por Fritzel, Kroeger, Griffin & Berg. Su construcción comenzó en 1969, se coron̟ó en 1970 y se inauguró en 1971.
Ha tenido dos fachadas diferentes; inicialmente era de piedra blanca, pero los problemas estructurales que se desarrollaron en los años 1980 obligaron a US West (más tarde conocido como Qwest) a quitar la fachada exterior y luego instalar el exterior actual. Una parte de este edificio se construyó en realidad con ladrillos y fue el edificio original de la central telefónica hasta su demolición en 2011 para dejar espacio para un estacionamiento ampliado.
El edificio ahora es un centro de despacho propiedad de CenturyLink.